# Список правителів Швабії
Список правителів Швабії

## МаркграфиРеції
| Ім'я        | Династія      | Роки правління  | Примітка                               |
| ----------- | ------------- | --------------- | -------------------------------------- |
| Гунфрід I   | Бурхардінгери | 807 - після 835 |                                        |
| Адальберт I | Бурхардінгери | Після 835 - 846 | Син Гунфріда I                         |
| Рудольф II  | Вельф         | ? - Після 895   | Син Рудольфа I, графа Понтьє           |
| Бурхард I   | Бурхардінгери | Після 895 - 911 | Онук Адальберта I; герцог Швабії з 911 |
| Бурхард II  | Бурхардінгери | 913 - 917       | Син Бурхарда I; герцог Швабії з 917    |

## Пфальцграфи Швабії
| Ім'я       | Династія       | Роки правління | Примітка          |
| ---------- | -------------- | -------------- | ----------------- |
| Бертольд I | Агалольфінгери | ? - 892        |                   |
| Ерхангер   | Агалольфінгери | 892 - 917      | Пфальцграф Швабії |

## Герцоги Швабії
| Ім'я                       | Династія         | Роки правління  | Примітка                                                                                    |
| -------------------------- | ---------------- | --------------- | ------------------------------------------------------------------------------------------- |
| Бурхард I                  | Бурхардінгери    | 909 - 911       | Маркграф Реції                                                                              |
| Ерхангер                   | Агалольфінгери   | 915 - 917       | Пфальцграф Швабії                                                                           |
| Бурхард II                 | Бурхардінгери    | 917 - 926       | Син Бурхарда I                                                                              |
| Герман I фон Веттерау      | Конрадини        | 926 - 949       | Двоюрідний брат короля Конрада                                                              |
| Людольф                    | Людольфінги      | 950 - 954       | Син короля Оттона I                                                                         |
| Бурхард III                | Бурхардінгери    | 954 - 973       | Син Бурхарда II                                                                             |
| Оттон I                    | Людольфінги      | 973 - 982       | Син Людольф                                                                                 |
| Конрад I                   | Конрадини        | 982 - 997       | Правнук Ебергарда, брата короля Конрада                                                     |
| Герман II                  | Конрадини        | 997 - 1003      | Син Конрада I                                                                               |
| Герман III                 | Конрадини        | 1003 - 1012     | Син Германа II                                                                              |
| Ернст I                    | Бабенберги       | 1012 - 1015     | Син Луітпольда, маркграфа Східної марки Ліутпольда Бабенберга                               |
| Ернст II                   | Бабенберги       | 1015 - 1030     | Син Ернста I                                                                                |
| Герман IV                  | Бабенберги       | 1030 - 1038     | Син Ернста I                                                                                |
| Генріх I                   | Салічна династія | 1038 - 1045     | Імператор Священної Римської імперії Генріх III                                             |
| Оттон II                   | Еццонени         | 1045 - 1047     | Пфальцграф Лотарингії                                                                       |
| Оттон III                  | Луїтпольдінги    | 1048 - 1057     | Маргкграф Швейнфурта                                                                        |
| Рудольф Рейнфельденський   | Конрадини        | 1057 - 1079     | Антикороль Німеччини з 1077                                                                 |
| Фрідріх I                  | Гогенштауфени    | 1079 - 1105     | Граф Гогенштауфен                                                                           |
| Бертольд I Рейфельденський | Конрадини        | 1079 - 1090     | Син Рудольфа Рейнфельденського, претендент на Швабське герцогство                           |
| Бертольд II                | Церінгени        | 1098 - 1111     | Син Бертольда I, герцога Каринтії та Верони, до 1098 року претендент на Швабське герцогство |
| Фрідріх II Одноокий        | Гогенштауфени    | 1105 - 1147     | Син Фрідріха I                                                                              |
| Фрідріх III Барбаросса     | Гогенштауфени    | 1147 - 1152     | Син Фрідріха II, пізніше - імператор Фрідріх I Барбаросса з 1152                            |
| Фрідріх IV                 | Гогенштауфени    | 1152 - 1167     | Син імператора Конрада III                                                                  |
| Фрідріх V                  | Гогенштауфени    | 1167 - бл. 1169 | Син Фрідріха I Барбаросси                                                                   |
| Фрідріх VI                 | Гогенштауфени    | 1170 - 1191     | Син Фрідріха I Барбаросси                                                                   |
| Конрад II                  | Гогенштауфени    | 1191 - 1196     | Син Фрідріха I Барбаросси, герцог фон Ротебург                                              |
| Філіп                      | Гогенштауфени    | 1196 - 1208     | Син Фрідріха I Барбаросси, король Німеччини з 1198                                          |
| Фрідріх VII                | Гогенштауфени    | 1212 - 1217     | Син імператора Генріха VI, король Німеччини з 1212 (Фрідріх II)                             |
| Генріх II                  | Гогенштауфени    | 1217 - 1235     | Син імператора Фрідріха II, антикороль Німеччини                                            |
| Конрад III                 | Гогенштауфени    | 1235 - 1246     | Син імператора Фрідріха II, король Німеччини з 1237                                         |
| Конрад IV                  | Гогенштауфени    | 1262 - 1268     | Син Конрада III                                                                             |
| Рудольф II                 | Габсбурги        | 1273 - 1290     | Син імператора Рудольфа I                                                                   |
| Йоганн Парріціда           | Габсбурги        | 1290 - 1313     | Син Рудольфа II                                                                             |

## Герцоги Церінген
У даному розділі наводиться список правителів герцогства Церінген, утвореного в 1098 році з частини земель, що входили в Швабське герцогство.
| Ім'я         | Роки правління | Примітка                                                                                     |
| ------------ | -------------- | -------------------------------------------------------------------------------------------- |
| Бертольд II  | 1098 - 1111    | Син Бертольда I, герцога Каринтії та Верони, до 1098 року претендент на Швабське герцогство. |
| Бертольд III | 1113 - 1122    | Син Бертольда II                                                                             |
| Конрад I     | 1122 - 1152    | Син Бертольда II                                                                             |
| Бертольд IV  | 1152 - 1186    | Син Бертольда III                                                                            |
| Бертольд V   | 1186 - 1218    | Син Бертольда IV                                                                             |